# Seznam států s žádným nebo částečným mezinárodním uznáním
Seznam států s nejasným mezinárodním statusem obsahuje subjekty, které nejsou plně mezinárodně diplomaticky uznávanými státy. Zahrnuje všechny od členských států OSN, které jsou v podstatě plně nezávislé i uznané, ale jeden nebo více států je neuznávají nebo si činí nároky na jejich území, až po státy neuznané nikým, které de iure patří k jiným státům, jako Somaliland.
Jediný stát, který není součástí OSN, ale nejde o stát s žádným nebo částečným mezinárodním uznáním je Vatikán.

## Členské státy OSN
Členské státy OSN neuznané jedním nebo více členskými státy OSN.
| Název         | Mapa                            | Status | Nároky jiných států                                                    |
| ------------- | ------------------------------- | --- | ---------------------------------------------------------------------- |
| Arménie       | Vyznačení Arménie v mapě        | Arménie je nezávislá od roku 1991, ale je neuznávána jedním členským státem OSN, a to Pákistánem. Důvodem je pákistánská podpora Ázerbájdžánu během války v Náhorním Karabachu. | —                                                                      |
| Čína          | Vyznačení Číny v mapě           | Čínská lidová republika není uznávána Tchaj-wanem; ani státy, které Tchaj-wan uznávají, nenavázaly s Čínou diplomatické vztahy.                                                 | Tchaj-wan považuje Čínu za součást svého území.                        |
| Kypr          | Vyznačení Kypru v mapě          | Kypr není uznáván jedním členským státem OSN (Turecko) a jedním nečlenským státem (Severní Kypr).                                                                               | Severokyperská turecká republika považuje Kypr za součást svého území. |
| Izrael        | Vyznačení Izraele v mapě        | Izrael vyhlásil nezávislost v roce 1948, ale 28 členských států OSN ho dosud neuznává.                                                                                          | Palestina považuje část izraelského území za součást území svého.      |
| Severní Korea | Vyznačení Severní Koreje v mapě | Severní Korea vyhlásila nezávislost v roce 1948, ale dosud není uznávána Jižní Koreou a Japonskem.                                                                              | Jižní Korea považuje Severní Koreu za součást svého území.             |
| Jižní Korea   | Vyznačení Jižní Koreje v mapě   | Jižní Korea vyhlásila nezávislost v roce 1948, ale dosud není uznávána Severní Koreou.                                                                                          | Severní Korea považuje Jižní Koreu za součást svého území.             |

## Nečlenské státy OSN

### Uznané alespoň jedním členským státem OSN
| Název          | Mapa                             | Status | Nároky jiných států |
| -------------- | -------------------------------- | --- | --- |
| Abcházie       | Vyznačení Abcházie v mapě        | Mezinárodní uznání: Abcházie vyhlásila nezávislost v roce 1999. V současnosti je uznávána pěti členskými státy OSN (Rusko, Venezuela, Nikaragua, Nauru a Sýrie) a dvěma nečlenskými státy (Jižní Osetie a Podněstří). | Gruzie považuje Abcházii za součást svého území.                                                                       |
| Tchaj-wan      | Vyznačení Tchaj-wanu v mapě      | Tchaj-wan nebo také Čínská republika byla do roku 1971 považována za člena OSN, dokonce měla křeslo v Radě bezpečnosti a podle OSN měla také nárok na celou pevninskou Čínu. Po roce 1971 byla ale vláda Čínské lidové republiky uznána OSN jako právoplatná vláda Číny i Tchaj-wanu. Tchaj-wan ale zůstává de facto nezávislý a nárokuje si zbytek Číny jako své právoplatné území. Tchaj-wan je uznán jako nezávislý stát 12 členskými státy OSN a Vatikánem. | Čína považuje Tchaj-wan za součást svého území.                                                                        |
| Kosovo         | Vyznačení Kosova v mapě          | Mezinárodní uznání: Kosovo se de facto a částečně i de iure odtrhlo od Srbska v roce 1999. Podle rezoluce Rady bezpečnosti OSN č. 1244 byly v Kosovu rozmístěny síly OSN, Kosovo dostalo širokou autonomii, ale zůstalo de iure součástí Srbska. V roce 2008 vyhlásilo Kosovo nezávislost navzdory rezoluci OSN, podle které mělo zůstat součástí Srbska. Jeho nezávislost uznává 98 členských zemí OSN a Tchaj-wan. | Srbsko považuje Kosovo za součást svého území.                                                                         |
| Severní Kypr   | Vyznačení Severního Kypru v mapě | Severní Kypr vyhlásil nezávislost v roce 1983 za pomoci tureckých invazních jednotek. Dodnes je uznáván jen jedním státem, a to Tureckem. | Kypr považuje Severní Kypr za součást svého území.                                                                     |
| Palestina      | Vyznačení Palestiny v mapě       | Mezinárodní uznání: Organizace pro osvobození Palestiny vyhlásila nezávislost Palestiny v Alžíru roku 1988. V té době neměla v Palestině žádnou faktickou moc. V roce 1993 uznal Izrael Organizaci pro osvobození Palestiny za „zástupce palestinského lidu“ a předal jí nějaké pravomoci. 29. listopadu 2012 přijalo Valné shromáždění OSN rezoluci č. 67/19, která zvýšila status palestinského zástupce na nečlenský stát (pro tento krok hlasovalo 138 států, 9 hlasovalo proti a 41 se zdrželo), což udělalo z Palestiny de iure nezávislý stát, ale území Palestiny je stále okupováno Izraelem. | Izrael neuznává nezávislost Palestiny, přímo okupuje většinu palestinského území a nad autonomními částmi má kontrolu. |
| Západní Sahara | Vyznačení SADR v mapě            | Saharská arabská demokratická republika vyhlásila nezávislost na Španělsku v roce 1976. Pár týdnů na to byla obsazena vojsky Maroka. Od té doby je Marokem, které ji považuje za součást svého území, okupována. V současnosti je uznávána 85 státy světa. | Maroko považuje Saharskou arabskou demokratickou republiku za součást svého území.                                     |
| Jižní Osetie   | Vyznačení Jižní Osetie v mapě    | Mezinárodní uznání: Jižní Osetie vyhlásila nezávislost v roce 1991. V současnosti je uznávána pěti členskými státy OSN (Rusko, Venezuela, Nikaragua, Nauru a Sýrie) a třemi nečlenskými (Abcházie, Podněstří a Saharská arabská demokratická republika). | Gruzie považuje Jižní Osetii za součást svého území.                                                                   |
| Afghánistán    |                                  | V roce 2021 dobylo celé území hnutí Tálibán, které zde vyhlásilo Afghánský islámský emirát, který nebyl do roku 2025 žádnou vládou uznán za stát. V červenci 2025 byla tálibánská vláda uznána Ruskem. | žádné |

### Uznané jen nečlenskými státy OSN
| Název     | Mapa                       | Status | Nároky jiných států                                  |
| --------- | -------------------------- | --- | ---------------------------------------------------- |
| Podněstří | Vyznačení Podněstří v mapě | Mezinárodní uznání: Podněstří vyhlásilo nezávislost v roce 1990. Současně je uznaný pouze třemi nečlenskými a taktéž neuznanými státy: Abcházií, Jižní Osetií a Republikou Arcach. | Moldavsko považuje Podněstří za součást svého území. |

### Neuznané žádným státem
| Název      | Mapa                         | Status | Nároky jiných států                                  |
| ---------- | ---------------------------- | --- | ---------------------------------------------------- |
| Somaliland | Vyznačení Somalilandu v mapě | Somaliland byl původně britskou kolonií, zatímco zbytek Somálska byl italskou kolonií. Po dekolonizaci v roce 1960 uznala Velká Británie nezávislost Somalilandu, ale o pár dní později se spojil s Italským Somálskem a vytvořili jednotné Somálsko. V roce 1991 Somaliland vyhlásil na Somálsku nezávislost, ale žádný stát světa ho neuznal. | Somálsko považuje Somaliland za součást svého území. |

## Nestátní entity
- Maltézský řád je nestátní subjekt mezinárodního práva, ale není v tomto seznamu, protože si nenárokuje žádné území. Maltézský řád má navázány diplomatické styky s některými členskými státy OSN.
- Ve výčtu nejsou zahrnuty tzv. mikronárody, protože často nelze jednoznačně prokázat, že fakticky mají pod kontrolou území, které si nárokují.
- Rovněž nejsou zahrnuty oblasti, ve kterých probíhá ozbrojený konflikt, přestože se v takovýchto oblastech mohou vytvořit nové subjekty mající státní charakter (Rojava, Islámský stát atd.). Situace v těchto oblastech se může změnit podle vývoje daného konfliktu. O těchto subjektech pojednává článek kvazistát.